# Doudoula
Doudoula est une localité de la Région de l'Extrême-Nord du Cameroun, située à proximité de la frontière avec le Tchad. Elle dépend de la commune de Tchatibali et du département de Mayo-Danay. 

## Géographie

### Localisation
Doudoula est proche de Tchatibali, accessible par piste auto de Kar-Hay à Tchatibali et à Wibiwa.

## Population
En 1967 le village comptait 288 habitants, principalement des Toupouri.
En 2005, le village comptait 1 471 habitants, avec 679 hommes et 792 femmes.